# 市民的不服従

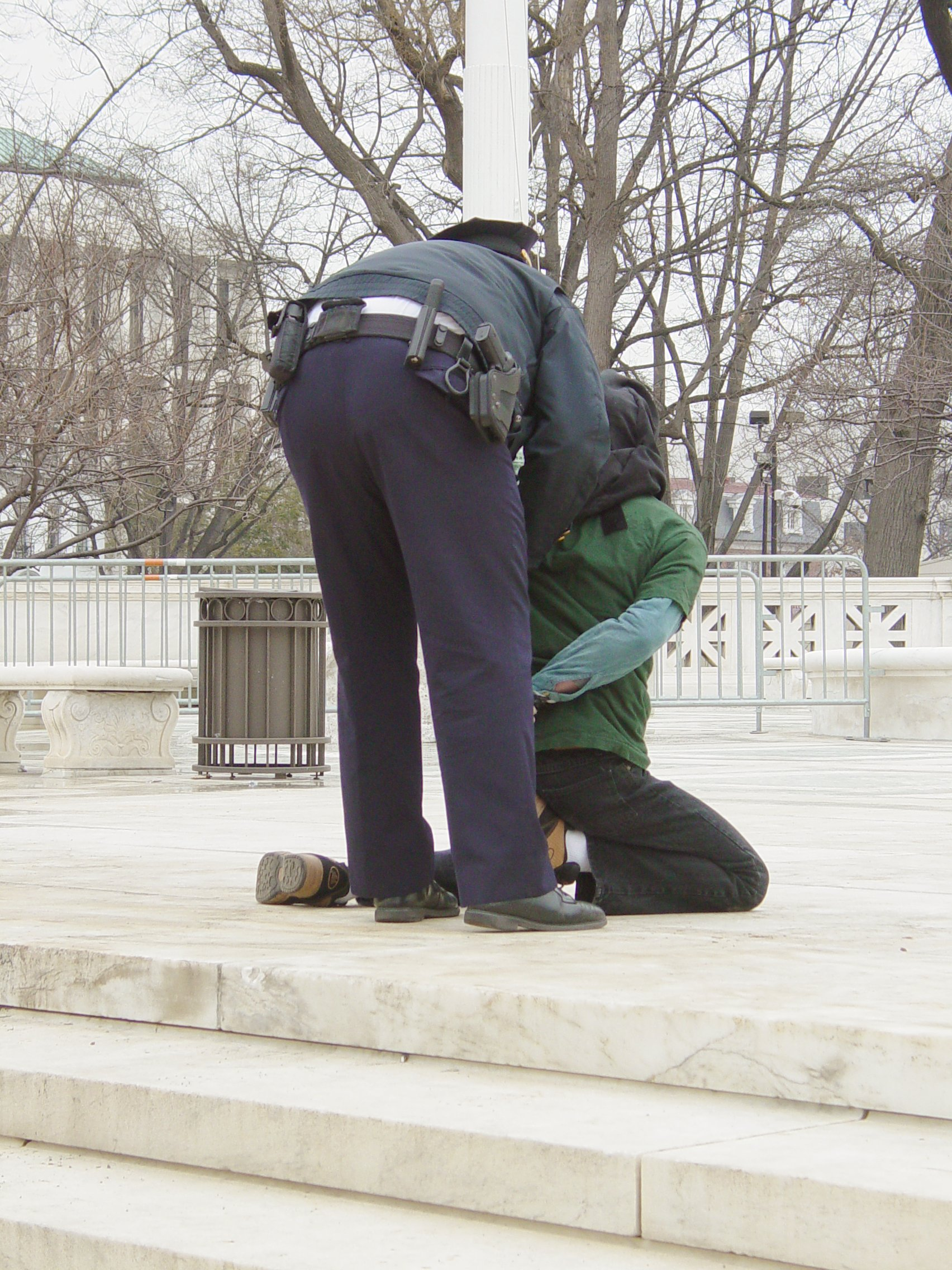
2005年2月9日、ワシントンD.C. の合衆国最高裁判所の階段上で市民的不服従の行動として捕虜拷問に反対するデモンストレーションを行い、逮捕される反戦運動家の Midge Potts

市民的不服従（しみんてきふふくじゅう、英語: civil disobedience）は、良心にもとづき従うことができないと考えた特定の法律や命令に非暴力的手段で公然と違反する行為である。個人的になされることも集団的になされることもあり、後者の場合は特に市民的不服従運動（英語: civil disobedience movement、英略称: CDM）あるいは市民不服従運動と呼ばれる。通常は特定の法律・政策に絞って行われる。

## 特徴

### 他の行動との違い
違法、故意、正当性の確信（良心）、公然、非暴力が、市民的不服従の条件である。これらの条件が欠けると、市民的不服従に固有の特徴はなくなり、別の言葉で呼ばれるべき行動になる。
市民的不服従は、よくある犯罪と異なり、法を破ることが正しいと確信して行われる。不正な法律（悪法）に従うよりも、良心に従って違反するほうを選ぶ。そのような行為全般を指す言葉が確信犯だが、市民的不服従は確信犯のうち法を公然と破るものだけを指す。つまり、誰もがわかるように公然と行い、追及する官憲から逃げず、逮捕を妨げようともしない。確信犯は逃げ隠れするものもしないものも含む概念である。
悪法・暴政（圧政や恐怖政治）に対する反抗を正当とするのは、抵抗権の思想である。抵抗権による抵抗には暴力的な反乱・革命も含まれ、しばしば政府や体制の打倒に向かう。市民的不服従は非暴力的手段を用い、変えようとする対象は限定的である。

### 公然性と非暴力
市民的不服従の支えとなるのは、集団への同調や権威への服従を絶対視しない信念であり、その具体的な中身は宗教上の信仰である場合と、個人主義的・自由主義的な思想である場合とがある。宗教的な動機でも、非宗教的な動機でも、市民的不服従においては良心や道徳が重要な要素で、他の行動との区別のポイントになる公然性や非暴力もここに関わっている。
市民的不服従の特徴の一つは、逃げも隠れもせず逮捕され、処罰されることにある。違反から利益を得ようとはせず、むしろ進んで不利益を受ける。このため、本当は利己的な動機からしたことで、主張は後から付けた言い訳だろうというような勘ぐり・非難は封じられる。公然と行う良心的兵役拒否が違法な不服従であっても一定の共感を得るのに対し、究極的な動機が同じでも隠れて行う徴兵忌避は厳しい非難を浴びるだけとなるのが通例である。
また、市民的不服従を実践する人は、自分から暴力を振るわず、官憲やそれに同調する人々によって暴力を振るわれたときにも暴力で応戦することがない。不服従の人が非暴力を貫くかぎり、不必要な暴力をふるう加害者は、明白な悪である。受難と引き替えに、市民的不服従は高いレベルの道徳的迫力を持つ。そうして加害者が態度を改めること、中立的な人々の支持を取り付けることを期待する。

### 遵法的態度と違法・違憲
市民的不服従は特定の法律・命令に絞って行われる。法律や政治秩序全般を否定するのではなく、むしろ他の面では遵法的な人が、良心に照らして譲れない部分に限って不服従を行うのが普通である。
市民的不服従が拠り所とする価値は、憲法で権利として謳われていることもある。その場合、逮捕され起訴された人は、法律の違憲性を裁判で争うことが可能である。勝訴すれば不服従した人が実は法を正しく守っていたということになるが、敗れた場合に不服従した人が誤りを認め、行動を止めるとは限らない。良心や、（憲法がのっとるべき根本規範としての）自然法を拠り所にする人は、その実現を妨げる判決は不当だと考えるのである。

### 集団的行動と個人的行動
市民的不服従は、個人が行うことも、集団でなされることもある。集団で始められる市民的不服従は社会運動・市民運動の一種であり、不服とした法律・制度を変えさせることを目的とする。
しかしそうした目標達成を現実には望めずに、後述するソローがしたような、たった一人で行う市民的不服従もある。不正を認める行動をとりたくない、悪に荷担したくないというのが、一人の個人が市民不服従に踏み切る動機である。その場合でも実行者は法律や政策の不正を公然と批判し、自分の行動が良心に照らして正しいと弁明する。時には個人的行動が追随者を生んで一個の社会運動になることもあるが、たった一人の抵抗にとどまることも少なくない。

### 非暴力の技法
市民的不服従を積極的な仕方で表現するときには、ある種の法律にわざと違犯することにもなる（例えば、スクラムやバリケードによって移動を妨害するとか、軍事基地を不法占拠するなど）。抗議者は自分がその行動によって逮捕されることになるだろうし、場合によっては当局から攻撃を受けたり殴打されることになるとも予期しているが、こうした非暴力的な仕方で市民的不正行為を実行するのである。逮捕や攻撃をされた時どう反応すればよいのか、抗議者があらかじめ訓練を積んでおくことも多い。そうすれば、いざという時取り乱したり思わぬ行動を取ったりして当局に脅威と思われてしまう恐れがないからである。
例えばガンディーは概略次のようなルールを定めていた。
1. 不服従者は何があっても怒らないこと。
2. 相手の怒りは我慢すること。
3. そのせいで暴行を受けることがあっても抵抗せず、仕返しもしないこと。どれほど殴られたり虐められたりしようが、怒りのもとでおこなわれた命令には決して従わないこと。
4. 当局から逮捕されそうになったら、文句を言わず逮捕されること。たとえば当局が自分の財産を押収しようとしても抵抗せず、当局のするにまかせること。
5. 他人の財産を預けられているときには、決してそれを当局に引き渡さないこと。そのせいで命を失うことになっても、絶対に反撃しないこと。
6. 悪口を言ったり罵ったりしてもいけない。
7. したがって相手を侮辱してはいけない。隠語や新造語のたぐいでもいけない。
8. イギリス国旗には敬礼しない。けれども国旗や英・印の役人に対して侮辱することもしてはいけない。
9. 闘争の最中に役人が侮辱されたり暴力を加えられることがあったら、命を賭けてその役人を守ること。

ガンディーは彼の非暴力抵抗運動と、西洋の受動的レジスタンスを区別していた。

## 歴史と実例

### ソロー
市民的不服従の実践と理論の草分けとなったのはアメリカ人の作家ヘンリー・デイヴィッド・ソローである。ソローは、マサチューセッツ州が課したわずかな人頭税の不払いを続け、1846年7月に一晩だけ投獄された。不払いの理由は奴隷制度を容認する州への抵抗のためで、後にはメキシコに対する侵略戦争（米墨戦争）への反対も追加した。ソローはその体験をもとに1848年に講演し、1849年5月に講演録「市民的政府への抵抗」を発表した。死後1866年に「市民的不服従（英語: Civil Disobedience (Thoreau)）」に改題して論文集におさめられ、これが「市民的不服従」という語の起源となった。。
ソローは政府に懐疑的な個人主義者で、政府や（その背後にある）多数者でなく、個人個人がみずから良心に従って正・不正を決め、行動すべきだという信念を持っていた。「人間を不正に投獄する政府のもとでは、正しい人間が住むのにふさわしい場所もまた牢獄である」と書いたソローは、「少数派が全力をあげて妨害し」「すべての正しい人間を獄中に閉じ込めておくか、それとも戦争及び奴隷制度を放棄するかの二者択一を」政府に迫るべきだと論じた。
彼の行動は、代わりに税金を払ってくれる人を出しただけで、牢獄に入る追随者を生まなかった。奴隷制や侵略戦争を止める力にもならなかったが、死後に彼の思想は世界的な広がりを見せるようになった。

### 独立運動での用例
市民的不服従は、アフリカやアジアの旧植民地で宗主国からの独立を求めるナショナリズム運動が高まりを見せた時に主要戦術として用いられた。最も有名なのはマハトマ・ガンディーの戦術である。ガンジーは次のように述べている。「市民的不服従は、市民が市民であろうとする市民の本来的権利である。これには規律、思想、責任、留意、犠牲が必要である (Civil disobedience is the inherent right of a citizen to be civil, implies discipline, thought, care, attention and sacrifice)」。ガンディーはソローのエッセーから市民的不服従について学び、非暴力抵抗運動の思想を形成したのである。

### 南アフリカ
南アフリカで市民的不服従を唱道したのは、デズモンド・ツツ大主教とスティーヴ・ビコである。とりわけ1989年のパープルレイン暴動やケープタウンでおこなわれた反アパルトヘイト・デモなどで市民的不服従がおこなわれた。

### アメリカ合衆国における市民的不服従
1960年代アメリカ合衆国の公民権運動指導者マーティン・ルーサー・キング・ジュニアもまた、市民的不服従の戦術を採用した。同様に、ベトナム戦争当時およびその後の反戦運動家も市民的不服従を採用した。1970年代以降、妊娠中絶合法化に反対するグループが政府に対して市民的不服従をおこなった。

### 市民的不服従と宗教
市民的不服従の実践者の多くには宗教的背景があり、神父や牧師が市民的不服従運動を指導することも多い。その顕著な例がローマ・カトリック司祭フィリップ・ベリガンであり、彼は反戦のための市民的不服従の実践によって10回以上も逮捕されている。同様に、同性愛差別反対運動のグループも教会の方針を変更させるため市民的不服従運動に参加している。

### 気候活動家による市民的不服従
気候変動の被害が深刻化する中、原因である化石燃料の利用を終わらせる目的で、気候活動家が市民的不服従を実行することが増えている。気候変動への責任が大きな企業・団体をターゲットにした非暴力的な市民的不服従は支持を得やすい一方で、暴力を伴う活動、または気候変動への責任が小さい団体をターゲットにした市民的不服従は支持を得にくいとされる。

### 日本における市民的不服従
戦前において兵役拒否や良心的軍事費拒否をとなえた人として、例えば非戦論者内村鑑三に傾倒していた花巻の青年斉藤宗次郎がいる。戦後では1959年3月の丹慶徳による納税拒否があるが、この抗議行動は税務署による容赦ない手続きと差押の通告により打ち切られた。1972年には防衛費不払いを目的とした裁判が名古屋の伊藤静雄弁護士らにより提訴されたが、名古屋地裁での一審は却下、二審名古屋高裁は控訴棄却。